# Sympetrum arenicolor
Sympetrum arenicolor е вид водно конче от семейство Libellulidae. Видът не е застрашен от изчезване.

## Разпространение
Разпространен е в Азербайджан, Армения, Афганистан, Израел, Индия, Ирак, Иран, Казахстан, Киргизстан, Сирия, Таджикистан, Туркменистан и Турция.

## Описание
Популацията на вида е нарастваща.